# Ashley Jones
Ashley Aubra Jones, es una actriz estadounidense conocida por haber interpretado a Megan Dennison en la serie The Young and the Restless y a Bridget Forrester en la serie The Bold and the Beautiful.

## Biografía
Es hija de Shawn Jones, tiene un hermano y una hermana: Zach y Jordan Jones.
Es buena amiga de las actrices Kaley Cuoco, Marisa Coughlan, Lacey Chabert y Amy Davidson.
El 17 de agosto de 2002 se casó con el guionista y actor Noah Nelson, sin embargo la pareja se divorció en mayo del 2009.
En noviembre del 2015 Ashley se comprometió con el gerente Joel Henricks, la pareja se casó el 1 de febrero de 2016. En marzo del 2016 la pareja anunció que estaban esperando a su primer bebé. El 24 de mayo del mismo año le dieron la bienvenida a su hijo, Hayden Joel Henricks. Ashley es madrastra del hijo de Joel, Huck Henricks.

## Carrera
El 8 de febrero de 1997 se unió al elenco principal de la serie The Young and the Restless donde interpretó a Megan Dennison, hasta el 8 de agosto de 2001 después de que su personaje decidiera mudarse a Boston luego de la muerte de su esposo Tony Viscardi (Nick Scotti/Jay Bontatibus).
En el 2000 se unió al elenco principal de la película The King's Guard donde interpretó a la princesa Gwendolyn, una joven que debe ser protegida por los guardias del rey, entre ellos el capitán John Reynolds (Trevor St. John) de quien se enamora, luego de que Augustus Talbert (Eric Roberts) y sus hombres atacaran el carruaje en donde viajaba.
En el 2004 apareció como invitada en la serie Without a Trace donde interpretó a Trista Bowden.
En diciembre del mismo año se unió al elenco principal de la serie The Bold and the Beautiful donde interpretó a la doctora Bridget Forrester, la hija de los empresarios Brooke Logan (Katherine Kelly Lang) y (John McCook), hasta el 2013, Ashley regresó a la serie en el 2014 y se fue nuevamente el 19 de febrero de 2016 después de que su personaje se mudara a Nueva York con Owen Knight (Brandon Beemer) y el hijo de ambos Logan Forrester Knight. Previamente el papel de Bridget fue interpretado por las actrices Agnes Bruckner de 1997 al 2000, por Jennifer Finnigan del 2000 al 2004 y por Emily Harrison en el 2004.
En el 2007 interpretó a Kennedy Gable, una mujer cuyo hermano Emery Gable (Brian Hallisay) es asesinado en la popular serie CSI: New York.
En 2009 apareció como personaje recurrente en la segunda temporada de la serie True Blood donde interpretó a la mesera Daphne Landry, hasta ese mismo año después de que su personaje fuera asesinado por Benedict "Eggs" Talley (Mehcad Brooks) luego de que la apuñalara mientras se encontraba bajo el control de Maryann Forrester (Michelle Forbes).
Ese mismo año apareció en la serie The Mentalist donde dio vida a Sandrine Gerber, la esposa de Dooley Gerber (William Russ) y amante y asesina del joven Kirby Hines (Elliott James). Así como en la serie CSI: Crime Scene Investigation donde interpretó a Shea Lammet en el episodio "Lover's Lanes".
En el 2012 apareció como invitada en la serie Drop Dead Diva donde interpretó a Sheila Reese, una mujer que pierde a su bebé al final de su embarazo y que ahora es estéril luego de que le recetaran una nueva droga peligrosa, Sheila es representada por el abogado Lawrence Brand (Dylan Walsh) durante su lucha contra la compañía farmacéutica que comercializa la drogs durante el "Pick's & Pakes".
También apareció en la serie Bones donde interpretó a Cherie Redfern, una actriz que interpreta el personaje de Temperance Brennan en la película "Bone of Contention".
En 2013 interpretó a la editora Amanda Barnard en la cuarta temporada de la serie 90210.
En el 2014 apareció como invitada en un episodio de la serie Criminal Minds donde interpretó a Kate Hoffer, la prima de la asesina Sue aWalsh (Sianoa Smit-McPhee), quien se vuelve en su objetivo. Ese mismo año obtuvo el papel principal en la película The Secret Sex Life of a Single Mom donde interpretó a Delaine Morris, una mujer divorciada que encuentra su liberación sexual a través de las citas en línea.
En 2015 interpretó a Arianna Peterson, la consejera de orientación de la desaparecida estudiante Zoey Tan (Irene Choi) durante el episodio "URL, Interrupted" de la serie CSI: Cyber. Ese mismo año interpretó a Babs Fremont en la película de comedia The Wedding Ringer.
En el 2016 apareció como invitada en la serie NCIS: Los Ángeles donde interpretó a la analista de la NSA, Jolene Townsend.
Ese mismo año se unió al elenco recurrente de la exitosa serie General Hospital donde interpreta a la profesora Parker Forsyth, hasta ahora.

## Filmografía

### Series de televisión
| Año               | Título                         | Personaje                   | Notas                                      |
| ----------------- | ------------------------------ | --------------------------- | ------------------------------------------ |
| 2016 - presente   | General Hospital               | Parker Forsyth              | 11 episodios                               |
| 2016              | NCIS: Los Ángeles              | Jolene Townsend             | episodio "Crazy Train"                     |
| 2004 - 2016       | The Bold and the Beautiful     | Dra. Bridget Forrester      | 762 episodios                              |
| 2015              | CSI: Cyber                     | Arianna Peterson            | episodio "URL, Interrupted"                |
| 2014              | Criminal Minds                 | Kate Hoffer                 | episodio "Gabby"                           |
| 2013              | 90210                          | Amanda Barnard              | 3 episodios                                |
| 2013              | Deadtime Stories               | Mrs. Peterson               | episodio "Grave Secrets"                   |
| 2012              | Drop Dead Diva                 | Sheila Reese                | episodio "Pick's & Pakes"                  |
| 2012              | Bones                          | Dra. Kathy / Cherie Redfern | episodio "The Suit on the Set"             |
| 2012              | Private Practice               | Dani                        | episodio "Andromeda"                       |
| 2011              | House                          | Diane                       | episodio "Recession Proof"                 |
| 2009              | CSI: Crime Scene Investigation | Shea Lammet                 | episodio "Lover's Lanes"                   |
| 2009              | The Mentalist                  | Sandrine Gerber             | episodio "Black Gold and Red Blood"        |
| 2009              | Flashforward                   | Camille                     | episodio "Scary Monsters and Super Creeps" |
| 2009              | True Blood                     | Daphne Landry               | 8 episodios                                |
| 2009              | Trust Me                       | Amanda Patterson            | episodio "Au Courant"                      |
| 2007              | CSI: New York                  | Kennedy Gable               | episodio "Heart of Glass"                  |
| 2004              | Crossing Jordan                | Beth Flaherty               | episodio "Deja Past"                       |
| 2004              | Without a Trace                | Trista Bowden               | episodio "Risen"                           |
| 2002              | For the People                 | Trista                      | episodio "Our Own"                         |
| 2001              | The District                   | Dana Rayburn                | episodio "Lost and Found"                  |
| 2001              | V.I.P.                         | Anna Petrov                 | episodio "Chasing Anna"                    |
| 2000              | Strong Medicine                | Shelly Lane                 | episodio "Blessed Events"                  |
| 1997 - 2000, 2001 | The Young and the Restless     | Megan Dennison              | 200 episodios                              |
| 1999              | Safe Harbor                    | Estudiante / Lisa           | 2 episodios                                |
| 1993              | The Fire Next Time             | Linnie Morgan               | 2 episodios - miniserie                    |
| 1993              | Dr. Quinn, Medicine Woman      | Ingrid                      | episodio "Epidemic"                        |

### Películas
| Año  | Título                              | Personaje          | Notas                                                                                             |
| ---- | ----------------------------------- | ------------------ | ------------------------------------------------------------------------------------------------- |
| 2015 | The Wedding Ringer                  | Babs Fremont       | junto a Kevin Hart, Josh Gad, Affion Crockett, Kaley Cuoco, Jorge Garcia, Dan Gill y Ken Howard   |
| 2014 | The Secret Sex Life of a Single Mom | Delaine Morris     | junto a Cynthia Preston, Wesley Morgan, Jeff Roop, Alex Carter y Richard Roy Sutton               |
| 2013 | A Sister's Revenge                  | Catherine Miller   | junto a Brooke Burns, Tim Rozon, Rebecca Amzallag, Peter J. Gray y Brittany Adams                 |
| 2012 | Outlaw Country                      | Lianne             | junto a Mary Steenburgen, Luke Grimes, Haley Bennett, John Hawkes y Frank Hoyt Taylor             |
| 2012 | Gabe the Cupid Dog                  | Lana               | junto a Brian Krause, Boti Bliss, Linden Ashby, Michael Woods, Barbara Niven y Pete Sepenuk       |
| 2000 | The King's Guard                    | Princesa Gwendolyn | junto a Trevor St. John, Eric Roberts, Ron Perlman, Matthias Hues, Jason Lewis y Lesley-Anne Down |

### Productora
| Año  | Título     | Notas                |
| ---- | ---------- | -------------------- |
| 2008 | Dead at 17 | productora ejecutiva |

### Apariciones
| Año  | Programa             | Notas |
| ---- | -------------------- | ----- |
| 2010 | The John Kerwin Show | -     |

### Teatro
| Año | Obra                       | Personaje | Notas |
| --- | -------------------------- | --------- | ----- |
| -   | The Chalk Garden           | -         | -     |
| -   | Brighton Beach Memoirs     | -         | -     |
| -   | The Women, Ah, Wilderness! | -         | -     |

## Premios y nominaciones
| Año  | Categoría                                      | Premio             | Serie                      | Resultado |
| ---- | ---------------------------------------------- | ------------------ | -------------------------- | --------- |
| 2005 | Irresistable Combination (junto a Jack Wagner) | Special Fan Award  | The Bold and the Beautiful | Nominados |
| 2000 | Outstanding Younger Actress in a Drama Series  | Daytime Emmy Award | The Bold and the Beautiful | Nominada  |
| 1999 | Outstanding Younger Actress in a Drama Series  | Daytime Emmy Award | The Bold and the Beautiful | Nominada  |